# HFpEF
HFpEF（ヘフペフ、英語: heart failure with preserved ejection fraction）は、かつて主に拡張不全と呼ばれていた病態で、左室拡張機能障害に起因する心不全。

## 概要
「左室拡張機能障害に起因する心不全（拡張不全）」とも呼ばれていたが、駆出率が低下した心不全（英語: heart failure with reduced ejection fraction；HFrEF、左室収縮機能障害に起因する心不全、収縮不全）でも拡張機能障害を認めることが多いため、左室駆出率（英語: left ventricular ejection fraction；LVEF）が保持されている（preserved ）心不全は、主にHFpEFと呼ばれるようになった。

## 病態
「今日の治療指針2019」（医学書院）による分類は、
- 駆出率が40％未満の心不全をheart failure with reduced ejection fraction（HFrEF、ヘフレフ[1]）
- 駆出率が40％以上50％未満の心不全をheart failure with mid-range ejection fraction（HFmrEF、ミッドレンジ[1]）
- 駆出率が50％以上ある心不全をheart failure with preserved ejection fraction（HFpEF、ヘフペフ）

HFrEFにおいては通常拡張能も低下しており、逆にHFpEFにおいても一部の心筋の収縮能は低下しているため、正確には、HFrEF＝収縮不全、HFpEF＝拡張不全ではないが、それぞれの主因で収縮不全、拡張不全とよぶことも多い。

## 診断
1. 臨床的｢心不全｣の診断にあてはまる（例：Framingham基準[2]に合致するなど）
2. 左室駆出率の低下を認めない
3. 拡張機能指標の異常を有する

以上すべてを満たすこと。ただし2019年現在、拡張機能を非観血的に評価することが困難なため、臨床の現場では、1.と2.を満たすものとなっている。

## 治療
心臓の拡張機能障害の原因となる高齢、糖尿病、虚血などが基本にあるため、日常生活の管理が重要となる。HFrEFと異なり、予後改善効果を示す明確な薬物療法はない。
心血管病既往のある2型糖尿病患者に対するSGLT2阻害薬の投与は有効である（クラスⅠ，エビデンスレベルA）。SGLT2阻害剤は計6成分が承認されているが、このうちエンパグリフロジン（ジャディアンス）とダパグリフロジン（フォシーガ）は心不全の適応追加に向けた開発を行っており、両剤ともにHFrEF患者およびHFpEF患者（いずれも糖尿病の有無は問わない）をターゲットにしている。